# Det stulna paradiset
Det stulna paradiset är en amerikansk film från 1936 i regi av Frank Borzage. Filmen är en nyinspelning av den tyska filmen Die schönen Tage von Aranjuez från 1933.

## Handling
Bilmekanikern Tom Bradley är på väg med bil till Spanien och träffar i Frankrike på Madeleine de Beaupre. Bradley anar inte att Madeleine är diamantsmugglare och hon använder honom för att få ut diamanterna ur Frankrike. Besvärligare blir det när Madeleine väl ska försöka få tillbaka diamanterna.

## Rollista
- Marlene Dietrich - Madeleine de Beaupre
- Gary Cooper - Tom Bradley
- John Halliday - Carlos Margoli
- William Frawley - Mr. Gibson
- Ernest Cossart - Aristide Duvalle
- Akim Tamiroff - Avilia
- Alan Mowbray - Dr. Maurice Pauquet
- Zeffie Tilbury - tant Olga
- Marc Lawrence - Charles (ej krediterad)